# هيو كييس-بيرن
هيو كييس-بيرن (بالإنجليزية: Hugh Keays-Byrne)‏ (و. 1947  م) هو ممثل مسرحي، وممثل أفلام، ومخرج أفلام، وممثل تلفزي من المملكة المتحدة، وأستراليا، ولد في جامو وكشمير.

## وصلات خارجية
- هيو كييس-بيرن على موقع IMDb (الإنجليزية)
- هيو كييس-بيرن على موقع روتن توميتوز (الإنجليزية)
- هيو كييس-بيرن على موقع قاعدة بيانات الأفلام العربية
- هيو كييس-بيرن على موقع ألو سيني (الفرنسية)
- هيو كييس-بيرن على موقع أول موفي (الإنجليزية)
- هيو كييس-بيرن على موقع قاعدة بيانات الأفلام السويدية (السويدية)
- هيو كييس-بيرن على موقع قاعدة بيانات الفيلم (الإنجليزية)
- هيو كييس-بيرن على موقع كينوبويسك (الروسية)